# Alain Krivine
Alain Krivine foi um político francês. Nasceu em 10 de julho de 1941, sendo membro da Liga Comunista Revolucionária na França e representando o Grupo Confederal da Esquerda Unitária Europeia no Parlamento Europeu. Morreu em 12 de março de 2022.